# 아베카와역
아베카와역(일본어: 安倍川駅 아베카와에키[*])은 일본 시즈오카현 시즈오카시 스루가구에 있는 도카이 여객철도의 철도역이다.

## 역 구조
상대식 2면 2선 구조의 지상역이다. 역사는 선상 구조로, 동서쪽으로 통로가 뻗어 있다.
시즈오카역이 관리하는 업무 위탁역으로, 영업은 도카이 교통 사업이 대신 하고 있다.

### 승강장
| 1 | ■ 도카이도 본선 | 시즈오카 · 누마즈 방면   |
| 2 | ■ 도카이도 본선 | 하마마쓰 · 도요하시 방면 |

## 역세권 정보
- 아베강
- 국도 제150호선
- 미즈호 공원 (데고시가와라 전투 유적지)

## 역사
- 1985년 3월 14일 - 일본국유철도 도카이도 본선 시즈오카 역 ~ 모치무네 역 사이에 신설 개업.
- 1987년 4월 1일 - 민영화에 따라 도카이 여객철도의 소속이 되었다.
- 2008년 3월 1일 - TOICA의 사용이 개시되었다.

## 인접역
| 도카이 여객철도 도카이도 본선 | 도카이 여객철도 도카이도 본선 | 도카이 여객철도 도카이도 본선   |
| ----------------------------- | ----------------------------- | ------------------------------- |
| 시즈오카 ·아타미 방면         | ■ 도카이도 본선               | 모치무네 하마마쓰·도요하시 방면 |